# Suore domenicane della Congregazione della Regina del Santo Rosario
Le suore domenicane della Congregazione della Regina del Santo Rosario (in inglese Dominican Sisters of The Congregation of the Queen of the Most Holy Rosary) sono un istituto religioso femminile di diritto pontificio: le suore di questa congregazione pospongono al loro nome la sigla O.P.

## Storia
Le origini della congregazione risalgono all'Holy Cross Convent di Brooklyn, fondato dalle domenicane tedesche del monastero di Santa Croce di Ratisbona: l'istituto ebbe inizio l'11 novembre 1876 quando, su invito dal vescovo domenicano José Sadoc Alemany y Conill,  tre suore guidate da Maria Pia Backes si trasferirono da Brooklyn a San Francisco.
Le domenicane iniziarono a dedicarsi all'insegnamento presso la parrocchia di San Bonifacio, poi aprirono un collegio intitolato all'Immacolata e si diffusero in varie località della California. Fecero fondazioni anche in Messico, dove nel 1922 aprirono pure un noviziato.
Nel 1888 le suore si resero autonome dalla casa-madre di Brooklyn; nel 1890 abbandonarono la regola delle monache di Ratisbona e ottennero di essere aggregate al terz'ordine regolare domenicano.
L'istituto ricevette il pontificio decreto di lode il 25 aprile 1907 e le sue costituzioni furono approvate dalla Santa Sede il 25 novembre 1922.

## Attività e diffusione
Le domenicane si dedicano essenzialmente all'apostolato educativo, svolto specialmente tra i poveri.
Oltre che in California, le suore sono presenti in Messico; la sede generalizia, dal 1906, è a Mission San José, presso Fremont.
Alla fine del 2011 la congregazione contava 209 religiose in 23 case.